# Алитена
Алитена (амх. ዓሊተና) — небольшой город на севере Эфиопии, расположен в Восточной зоне региона Тыграй (вореда Ироб). Традиционный культурно-политический центр народа иробов и эфиопских католиков.

## Географическое положение
Алитена расположена в северном эфиопском регионе Тыграй, относится к его Восточной зоне. Находится на высоте 1850 метров над уровнем моря. Ближайший крупный город — Адди-Грат — примерно в 55 километрах. Невдалеке проходит граница с Эритреей. Транспортное сообщение в гористой местности затруднено. В декабре 1974 года при активной помощи католического общества Каритас построена 175-километровая дорога, соединяющая Алитену с городом Заламбесса.

## История
С 1839 года среди эфиопских иробов повели католическую проповедь Юстин де Якобис и его последователи. На Пасху 1847 года Юстин ди Якобис и Гульельмо Массайя провели католическое богослужение в селении, на месте которой основана Алитена. С этого времени отсчитывается история Алитены. Здесь образовался центр, где находили пристанище эфиопские католики, преследуемые властями и господствующей ЭПЦ. Местная католическая церковь входит в епархию Адди-Грата. С 1934 года в Алитене действует центр лазаристской миссии Тыграй.
Пребывание католической миссии постепенно превратило Алитену в религиозный, культурный и политический центр иробов. Этим определился городской статус селения.
В период диктатуры Менгисту Хайле Мариама католическая община Алитены подвергалась преследованиям и репрессиям в ходе «красного террора». Католическая проповедь велась подпольно, при участии иностранных миссионеров, в частности, швейцарца Бруно Штребеля.
В ходе гражданской войны в регионе Тыграй установилась и после падения режима Менгисту укрепилась власть НФОТ—РДФЭН.
Ситуация вокруг Алитены как приграничного города периодически обостряется в ходе эфиопо-эритрейского конфликта.

## Население
Согласно переписи 2007 года, население Алитены составляет 4905 человек — 2431 мужчина и 2474 женщины. Количество домохозяйств определено в 975. Жилищный фонд включал на момент переписи 927 построек.
Этнически население Алитены — иробы, конфессионально — эфиопские католики.
Язык повседневного общения — сахо, языки официального делопроизводства — тигринья и амхарский. Для межнационального общения, актуального в католическом центре, изучается практикуется английский.

## Экономика и социальная инфраструктура
Основой экономики Алитены остаётся сельское хозяйство — выращивание кукурузы, пшеницы, ячменя, разведение крупного рогатого скота, овец, коз и кур. Засушливый климат тормозит развитие аграрного производства. Водоснабжение осуществляется с помощью системы насосов. Электроснабжение охватывает не все дома, применяются солнечные батареи.
Городу оказывается международная гуманитарная помощь и предоставляются правительственные субсидии. До 2003 года Алитена являлась административным центром вореды Ироб.
Несмотря на экономические и энергетические трудности, в Алитене традиционно развита социальная сфера, основу которой заложила католическая благотворительность. Медицинская клиника оказывает услуги населению окрестностей. Функционирует женский центр здоровья и реабилитации, общежитие для девочек-подростков, детский сад на 150 мест.

## Известные уроженцы
- Тесфайе Дебессайе, один из лидеров Эфиопской народно-революционной партии[4].